# Constructivisme social
 (janvier 2014).
Le constructivisme social (parfois nommé constructionnisme social ou socioconstructivisme) est un courant de la sociologie contemporaine popularisé par Peter L. Berger et Thomas Luckmann dans leur livre The Social Construction of Reality (1966) qui développent des arguments théorisés auparavant par Émile Durkheim s'appuyant eux-mêmes sur une tradition philosophique plus ancienne.
Cette approche, à l'instar de la conception constructiviste développée en épistémologie, envisage la réalité sociale et les phénomènes sociaux comme étant « construits », c'est-à-dire comme étant produits lors des interactions sociales  où divers processus sociaux participent à la formation durable d'une entité sociale. Le constructivisme social se concentre sur la description des institutions, des actions en s'interrogeant sur la manière dont elles construisent la réalité.

## L'expression «construction sociale»
Le livre La Construction sociale de la réalité est vu comme l'un des 10 ouvrages de sociologie les plus influents. Depuis la parution du livre de Berger et Luckmann en 1966, l'expression « construction sociale » a fait florès en sciences sociales.
Le livre de Berger et Luckmann a profondément influencé les sciences sociales, en décrivant comment les frontières et les normes sociales, sont créées, transformées, institutionnalisées et transmises aux générations futures.

## Construction de la réalité et de la connaissance
Chez Berger et Luckmann, la réalité est comprise d'un point de vue subjectif plutôt qu'objectif, c'est-à-dire telle que nous pouvons la percevoir plutôt que séparée de nos perceptions (sur ce point, leur constructivisme social s'inspire de l'approche phénoménologique, en particulier celle d'Alfred Schutz qu'ils rapprochent du projet de la sociologie de la connaissance). Dans leur ouvrage-phare, les deux auteurs s'appuient explicitement sur les travaux du sociologue Émile Durkheim qui avait déjà théorisé l'idée que le social est construit, à travers son ontologie du social, sans cependant la nommer « construction sociale ».

## Variantes du constructivisme social
Le linguiste et psychologue cognitiviste Steven Pinker avance que certaines catégories comme l'argent, la citoyenneté ou le Président des États-Unis sont en fait des constructions sociales dont l'existence ne tient qu'à un accord tacite entre les personnes qui agissent comme si ces catégories existaient. Hacking et Pinker s'entendent pour dire que ces objets peuvent être décrits comme faisant partie de ce que John Searle appelle la « réalité sociale ». Ils sont « subjectifs d'un point de vue ontologique » (ontologically subjective) mais « objectifs d'un point de vue épistémologique » (epistemologically objective). Autrement dit, ils ont besoin de pratiques humaines pour continuer d’exister, mais ils produisent des effets universellement reconnus. Le désaccord porte sur la question de savoir si ces catégories doivent être nommées « construction sociale ». La réponse de Hacking est non. Il semble par ailleurs que les auteurs d'analyses fondées sur la « construction sociale » entendent parfois cette expression au sens de Pinker. Sinon, Pinker aurait mal compris l'intérêt de ce concept.

## Nuances apportées
Selon Hacking, personne n'a prétendu sérieusement que tout est une construction sociale. Dans l’introduction de The Social Construction of Reality, Berger et Luckmann préviennent qu’ils n’étudient pas la « réalité » entendue dans un sens philosophique, mais seulement ce que l'homme pris dans son quotidien considère comme réel.

### Construction du genre
Dans les études de genre, le constructivisme est l'idée selon laquelle les différences de genre sont pour une grande part construites socialement lors des interactions entre les hommes et les femmes, c'est-à-dire que ce qui est compris comme étant féminin ou masculin résulte de productions sociales, et non pas à un essentialisme.

## Critique de penseurs hors des sciences sociales
Pour le philosophe américain Paul Boghossian, qui réfute de concert dans son livre La peur du savoir (2006) relativisme et constructivisme, « les notions de réalité indépendante, de raison et d'objectivité ne sont pas sans difficultés, mais c'est une erreur de penser que la philosophie contemporaine aurait découvert des raisons convaincantes de les rejeter ».